# بيتر غارلاند
بيتر غارلاند (بالإنجليزية: Peter Garland)‏ (20 يناير 1971 في المملكة المتحدة - ) هو لاعب كرة قدم بريطاني في مركز الوسط. لعب مع تشارلتون أثلتيك وتوتنهام هوتسبير ونادي ليتون أورينت ونيوكاسل يونايتد وويكمب وندررز.

## وصلات خارجية
- بيتر غارلاند على موقع قاعدة بيانات كرة القدم.إي يو (الإنجليزية)
- بيتر غارلاند على موقع Soccerbase.com (لاعب) (الإنجليزية)